# Ptychoramphus aleuticus
L'alca minore di Cassin (Ptychoramphus aleuticus, Pallas 1811) è un uccello marino della famiglia degli alcidi.

## Sistematica
Ptychoramphus aleuticus ha sottospecie:
- P. aleuticus aleuticus
- P. aleuticus australis

Si conosce un predecessore di questa specie del tardo Pliocene, Ptychoramphus tenuis, ritrovato a San Diego, California.

## Distribuzione e habitat
Questo uccello vive nell'Oceano Pacifico, dall'Alaska al Messico (fino allo stato di Michoacán). È accidentale in Russia e sulle Hawaii.

## Galleria d'immagini

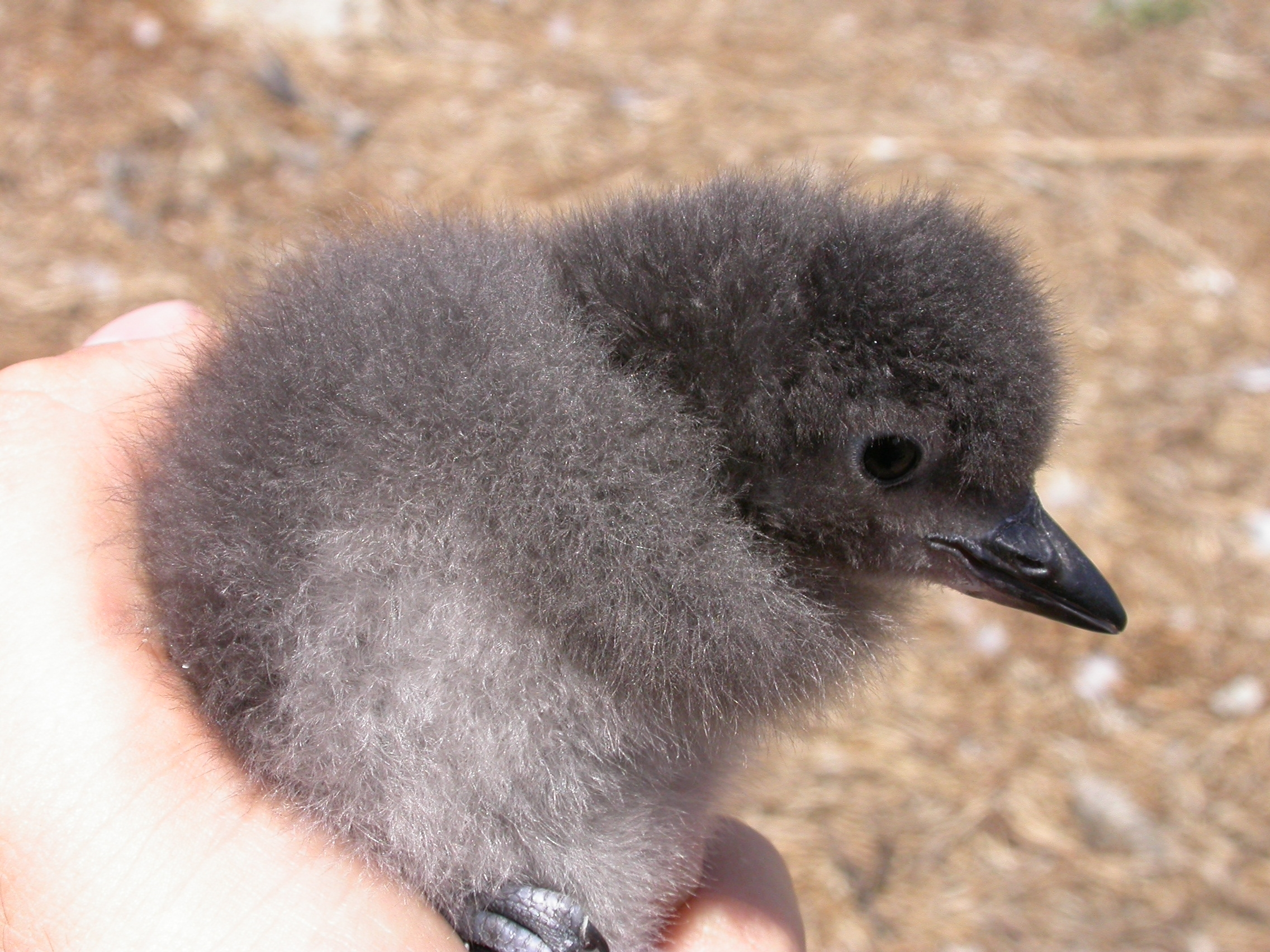
Pulcino